# باسكال غروس
باسكال غروس (بالألمانية: Pascal Groß)‏ (مواليد 15 يونيو 1991 في ألمانيا) لاعب كرة قدم ألماني يلعب حاليا لصالح نادي بوروسيا دورتموند في الدوري الألماني ولعب مع نادي هوفينهايم الألماني منذ 2008 في مركز خط الوسط.

## روابط خارجية
- باسكال غروس على موقع الاتحاد الأوربي (الإنجليزية)
- باسكال غروس على موقع إي إس بي إن إف سي (الإنجليزية)
- باسكال غروس على موقع قاعدة بيانات كرة القدم.إي يو (الإنجليزية)
- باسكال غروس على موقع بيانات كرة القدم. دي إي (الألمانية)
- باسكال غروس على موقع ليكيب (الفرنسية)
- باسكال غروس على موقع Soccerbase.com (لاعب) (الإنجليزية)
- باسكال غروس على موقع Soccerway.com (الإنجليزية)
- باسكال غروس على موقع عالم كرة القدم.نت (الإنجليزية)
- باسكال غروس على موقع AS.com (الإسبانية)